# Krzysztof Sidorkiewicz
Krzysztof Sidorkiewicz (ur. 7 listopada 1952) – polski prawnik, historyk i wykładowca, wojewoda bydgoski (1997–1998). 

## Życiorys
Pracował jako sędzia w wydziałach cywilnych oraz radca prawny w urzędach i przedsiębiorstwach państwowych. Uczestnik prac Centrum Obywatelskich Inicjatyw Ustawodawczych Solidarności.  W latach 1991–1997 stał na czele Referatu Śledczego Okręgowej Komisji Badania Zbrodni Przeciwko Narodowi Polskiemu w Bydgoszczy, był jednocześnie dziennikarzem Ilustrowanego Kuriera Polskiego. Obronił doktorat z dziedziny historii. Zajmował się naukowo historią regionalną Pomorza i Kujaw, jak również zbrodniami komunistycznymi okresu 1944–1956. 
Od grudnia 1997 do marca 1998 był wojewodą bydgoskim z nominacji AWS. Jedną z przyczyn jego usunięcia z urzędu miał być opór wobec włączenia regionu kujawsko-pomorskiego w skład województwa pomorskiego. 
Po odejściu z urzędu pracował jako wykładowca na Wydziale Humanistycznym Uniwersytetu Bydgoskiego, prowadził również własną kancelarię prawną. Obecnie jest zatrudniony w Instytucie Ekonomicznym Wyższej Szkoły Gospodarki w Bydgoszczy. 

## Wybrane publikacje
- Represje organów wymiaru sprawiedliwości w sprawach politycznych w województwie pomorskim (bydgoskim) w latach 1945–1956, Wydawnictwo Mado, Toruń 2005